# Villa Farnesina
Villa Farnesina je renesanční palác na Via della Lungara, v centru Trastevere v Římě.
Byla postavena Agostinem Chigim, bohatým sienským bankéřem a pokladníkem papeže Julia II. Mezi lety 1506–1510, sienský umělec a žák Bramanteho, Baldassarre Peruzzi, spolu s Giulianem da Sangallem, navrhl a postavil budovu. Novost designu villy lze rozpoznat v porovnání s typickým palazzo. Renesanční palác byla zdobená verze obranného hradu: obdélníkové bloky s rustikálním přízemím a vnitřním nádvořím. Tato villa, zamýšlená jako letní pavilon, byla vzdušná a zadní křídla jsou otevřená do zahrady směrem k řece. Původně byla vstupní lodžie otevřená, z důvodu ochrany fresek je nyní uzavřena (prosklená).
Chigi také pověřil umělce jako Raffaella, Piomba, Romana a Sodomu, freskovou výzdobou lodžií. Témata byla inspirována dílem Stanze básníka Angela Poliziana, chráněnce Lorenza de Medici. Nejznámější jsou Raffaelovy fresky popisující mýtus o Psyche, a Galathea.
Dnes je budova vlastněna italským státem a hostí Accademii dei Lincei.